# St. Johnsbury (hrabstwo Caledonia)
St. Johnsbury – jednostka osadnicza w Stanach Zjednoczonych, w stanie Vermont, w hrabstwie Caledonia.